# 斯維特倫凱
49°36′42″N 38°31′6″E / 49.61167°N 38.51833°E
斯維特伦凯（烏克蘭語：Світленьке）是位於烏克蘭東部的村莊，由盧甘斯克州斯瓦托韋區的比洛库拉基内市镇負責管轄。該村始建於1770年，面積1.28平方公里，海拔高度119米，2001年人口84，人口密度每平方公里144.8人。